# Салих (праведник)
Са́лих (араб. صالح‎ —  праведный, добродетельный‎) — мусульманин-праведник, не придающий большого значения преходящим ценностям земной жизни. Праведник всецело стремится заслужить любовь и довольство Аллаха. Праведная жизнь салиха является примером для других.

## Иерархия
В духовной иерархии мусульман, салих стоит выше муслима (мусульманина), мухсина (человека, совершающего добрые дела) и мумина (истинно верующего). Отличительной чертой праведника является то, что он совершает свои добрые деяния не напоказ, а с верой, скромностью и прочими добродетелями.

## Хадисоведение
В терминологии хадисоведения салихом называется надёжный передатчик хадисов (рави), который в отличие от «лжеца» и «фальсификатора» не вносит смуту в хадисы. Близкий к салиху эквивалент — садук («правдивый»).

## Коранические праведники
В Коране упоминаются имена праведников и праведниц. Статус некоторых праведников (например, Зу-ль-Карнайн, Лукман) являлся предметом споров мусульманских богословов. Одни считали их праведниками, а другие пророками.
| № | Имя          | Арабское написание | Библейский аналог | Упоминания в Коране | Примечание                                                              |
| - | ------------ | ------------------ | ----------------- | ------------------- | ----------------------------------------------------------------------- |
| 1 | Хавва        |                    | Ева               | 1                   | жена Адама                                                              |
| 2 | Зуль-Карнайн | ذو القرنين         | —                 | 3 раза              | великий царь, построивший стену, защищающую от народов Яджудж и Маджудж |
| 3 | Асия         | آسية               | Бисиах            | 2                   | Жена Фирауна                                                            |
| 4 | Мариам       |                    | Мириам            | 6                   | сестра Харуна и Мусы                                                    |
| 5 | Талут        | طالوت              | Саул              | 2                   | царь, выступивший с воинами против Джалута (Голиафа)                    |
| 6 | Узайр        | عزير               | Ездра             | 1                   | священник, которого иудеи объявили сыном Аллаха                         |
| 7 | Лукман       | لقمان              | Валаам            | 1                   | древний мудрец                                                          |
| 8 | Имран        | عمران              | св. Иоаким        | 3                   | отец Марьям, дед пророка Исы                                            |
| 9 | Марьям       | مريم بنت عمران     | Дева Мария        | 7                   | мать пророка Исы, дочь Имрана                                           |